# Jan de Voogd
Jan Daniël de Voogd (Veere, 13 september 1924 – aldaar, 25 juni 2015) was een Nederlands politicus voor de Volkspartij voor Vrijheid en Democratie (VVD).

## Levensloop
De Voogd doorliep de Hogere Burgerschool in Middelburg en volgde een opleiding tot maatschappelijk werker. Hij werkte als ambtenaar bij de gemeente Veere en was daarna werkzaam bij het Gewestelijke Arbeidsbureau in Vlissingen. Hij zat lang in de Provinciale Staten van Zeeland en was tegelijkertijd van 1977 tot 1981 lid van de Tweede kamer. Hierna was hij tot 1991 gedeputeerde. Als kamerlid hield hij zich voornamelijk bezig met (jeugd)werkgelegenheid en arbeidsvoorzieningen.
Jan de Voogd heeft het grootste gedeelte van zijn leven in Vlissingen gewoond. Hij overleed enkele maanden voor zijn 91e verjaardag in zijn geboortestadje Veere, de plaats waar hij zijn hart aan had verpand.

## Partijpolitieke functie
- Lid commissie Sociale Zaken VVD
- Lid commissie Onderwijs VVD
- Lid bestuur VVD afdeling Vlissingen, van 1978 tot 1982
- Fractievoorzitter VVD Provinciale Staten van Zeeland
- Adviserend lid bestuur VVD kamercentrale Zeeland, vanaf 1974
- Erelid JOVD Zeeland

## Ridderorde
- Ridder in de Orde van de Nederlandse Leeuw, 29 april 1991

- Biografisch Portaal: 29548525
- International Standard Name Identifier: 0000 0003 9315 2603
- Nederlandse Thesaurus van Auteursnamen: 315048158
- Parlement.com: vg09lliq6gvy
- Virtual International Authority File: 287387169
- WorldCat: E39PBJgH8dJwF4wkF4DTXbXfMP